# علم التحرير العربي
علم التحرير العربي هو علم قومي عربي غير رسمي ثلاثي الألوان، اعتمد في الأصل من قبل حركة الضباط الأحرار المصرية بعد ثورة 1952 في مصر. يتكون العلم من أشرطة أفقية بالألوان الأحمر والأبيض والأسود. أصبح علم التحرير العربي رمزًا للقومية العربية والجمهورية والناصرية، وأساسًا لـعدة أعلام في الوطن العربي. وتُستخدم أشكاله اليوم كأعلام وطنية في كل من مصر والعراق واليمن والسودان، كما استُخدم سابقًا في سوريا وليبيا.

## الرمزية
حملت ألوان علم التحرير العربي دلالات مختلفة؛ فاللون الأسود رمز لمعاناة العرب تحت الاستعمار، والأحمر رمز للتضحيات وسفك الدماء في سبيل التحرر، أما الأبيض فيرمز للسلام والمستقبل المشرق للدول العربية المستقلة.
غالبًا ما عدلت الدول العلم وأضافت رموزًا مثل نسر صلاح الدين، كما في علم مصر، أو نجمات خضراء كما في أعلام شمال اليمن، العراق، وسوريا سابقًا. ويمثل نسر صلاح الدين في العلم المصري الجمهورية، بينما كانت النجمتان الخضراوان في علم سوريا (1980–2024) ترمزان إلى الدولتين المؤسستين للجمهورية العربية المتحدة: مصر وسوريا. ولتمييز علمها، استخدمت شمال اليمن نجمة خضراء واحدة في الوسط. أما العلم الذي حمل ثلاث نجمات خضراء، والذي استُخدم في العراق من 1963 حتى 2008 وفي سوريا من 1963 حتى 1972، فكان يرمز إلى آمال الوحدة بين مصر وسوريا والعراق، بالإضافة إلى المبادئ الثلاثة للبعثية: الوحدة، الحرية، والاشتراكية.
أصبح علم التحرير العربي رمزًا لـالجمهورية ومناهضة الإمبريالية ضمن إطار الحرب الباردة العربية، حيث تبنت الجمهوريات الفكر الاشتراكي العربي ذات الميول اليسارية المرتبطة بـالناصرية أو البعثية، مقابل الأنظمة الملكية التي صوّرها الرئيس المصري جمال عبد الناصر على أنها متواطئة مع النفوذ الغربي والاستعمار الجديد.

## التاريخ
اعتمد علم التحرير العربي لأول مرة من قبل الضباط الأحرار المصريين نتيجة لـثورة 1952 بقيادة الضباط القوميين العرب محمد نجيب وجمال عبد الناصر، والتي أدت إلى خلع الملك فاروق وإلغاء المملكة المصرية. تبنته لاحقًا أنظمة البعثية بعد انقلابات ناجحة في كل من العراق وسوريا عام 1963، وكذلك في اليمن عام 1962 وليبيا عام 1969 بعد ثورات وانقلابات مستوحاة أو مدعومة من الجمهورية العربية المتحدة.
أوقفت ليبيا استخدام العلم المرتبط بـاتحاد الجمهوريات العربية عام 1977 عندما قرر معمر القذافي تغيير اسم ليبيا إلى الجماهيرية العربية الليبية الشعبية الاشتراكية واعتماد علم أخضر بالكامل. أما في سوريا، فقد تغير العلم في عام 2024 عقب سقوط نظام الأسد نتيجة هجوم للمعارضة، ليعود إلى "علم الاستقلال" الذي استخدمته المعارضة السورية طوال الحرب الأهلية السورية، ويتكون من ثلاثي ألوان أفقي: أخضر، أبيض، وأسود، تتوسطه ثلاث نجمات حمراء خماسية.

## معرض الصور

### أعلام وطنية حالية

علم مصر منذ 1984
علم العراق منذ 2008
علم اليمن منذ 1990
علم السودان منذ 1970

### أعلام وطنية سابقة

علم الجمهورية العربية المتحدة (1958–1971)، شمال اليمن (1962)، مصر (1971–1972)، وسوريا (1980–2024)
علم شمال اليمن (1962–1990)
علم العراق (1963–1991)
علم سوريا (1963–1972)
علم اليمن الجنوبي (1967–1990)
علم ليبيا (1969–1972)
علم اتحاد الجمهوريات العربية (1972–1977)، مستخدم من قبل مصر (1972–1984)، سوريا (1972–1980)، وليبيا (1972–1977)
علم الجمهورية العربية الإسلامية (الاتحاد المقترح بين ليبيا وتونس عام 1974؛ لم يُنفذ)
علم العراق (1991–2004)
علم العراق (2004–2008)